# Ouverture libérale (Colombie)
Apertura liberal (Ouverture libérale) est un parti politique colombien, créé en 1993.